# Ольт (кантон)
Ольт (фр. Canton d'Ault) — упраздненный кантон во Франции, регион Пикардия, департамент Сомма. Входил в состав округа Абвиль.
В состав кантона входили коммуны (население по данным Национального института статистики Архивная копия от 10 сентября 2012 на Wayback Machine за 2009 г.):
- Аллене (240 чел.)
- Бетанкур-сюр-Мер (1 050 чел.)
- Вуаньярю (817 чел.)
- Изангреме (558 чел.)
- Менелье (300 чел.)
- Мер-ле-Бен (3 124 чел.)
- Ольт (1 718 чел.)
- Сен-Кантен-ла-Мотт-Круа-о-Байи (1 316 чел.)
- Уст-Маре (649 чел.)
- Фриокур (706 чел.)

## Экономика
Структура занятости населения:
- сельское хозяйство — 1,8 %
- промышленность — 49,7 %
- строительство — 2,8 %
- торговля, транспорт и сфера услуг — 31,0 %
- государственные и муниципальные службы — 14,7 %

## Политика
На президентских выборах 2012 г. жители кантона отдали в 1-м туре Франсуа Олланду 25,4 % голосов против 24,3 % у Марин Ле Пен и 23,5 % у Николя Саркози, во 2-м туре в кантоне победил Олланд, получивший 56,5 % голосов (2007 г. 1 тур: Саркози — 24,1 %, Сеголен Руаяль — 21,6 %; 2 тур: Руаяль — 51,7 %). На выборах в Национальное собрание в 2012 г. по 3-му избирательному округу департамента Сомма в 1-м туре они отдали большинство голосов — 33,9 % — кандидату правых Жерому Биньону, но во 2-м туре в кантоне, как и по всему округу, победил кандидат социалистов Жан-Клод Бюизин, набравший 53,3 % голосов. На региональных выборах 2010 года в 1-м туре победил список социалистов, собравший 23,9 % голосов против 23,0 % у списка «правых» и 13,2 % у Национального фронта. Во 2-м туре «левый список» с участием социалистов и «зелёных» во главе с Президентом регионального совета Пикардии Клодом Жеверком получил 50,9 % голосов, «правый» список во главе с сенатором Каролин Кайё занял второе место с 31,1 %, а Национальный фронт с 18,0 % финишировал третьим.
|  | Кандидат       | Партия                    | % голосов |
|  | -------------- | ------------------------- | --------- |
|  | Эммануэль Маке | Союз за народное движение | 53,29     |
|  | Рено Буланже   | Социалистическая партия   | 46,71     |

|  | Кандидат       | Партия                  | % голосов |
|  | -------------- | ----------------------- | --------- |
|  | Эммануэль Маке | Прочие правые           | 52,96     |
|  | Ги Шампьон     | Коммунистическая партия | 47,04     |